# 芽蛤亞科
芽蛤亞科（Gemminae）是簾蛤目帘蛤科的双壳纲软体动物少數得到WoRMS認同的亞科級分類單元，只包括芽蛤屬和另外一個屬，均為海洋軟體動物。